# Kalinin K-7
Il Kalinin K-7 era un aereo sperimentale sovietico, costruito in un solo esemplare all'inizio degli anni trenta.
Si trattava di un velivolo di grandi dimensioni, ideato per effettuare sia voli transcontinentali civili, sia missioni militari. La perdita dell'unico prototipo, nel novembre 1933, provocò la sostanziale interruzione dello sviluppo. Infatti, due ulteriori esemplari, ordinati nello stesso anno, non furono mai completati, e l'intero programma fu cancellato due anni dopo.

## Storia

### Sviluppo

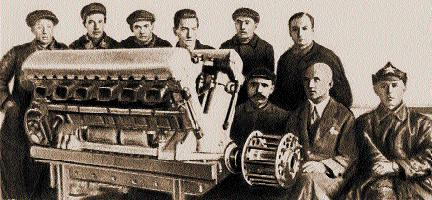
L'ingegner Aleksandr Aleksandrovič Mikulin dietro al prototipo dell'AM-34

Lo sviluppo di un aereo chiamato K-7 fu portato avanti da Konstantin Alekseevič Kalinin e dal suo OKB a partire dalla metà degli anni venti. In dettaglio, si trattava di un aereo passeggeri trimotore appositamente progettato per montare i nuovi motori BMW Hornet di fabbricazione tedesca, da 500 hp. Il nome originario era K-Tjazholij (K pesante), ed avrebbe dovuto essere in grado di trasportare 22 passeggeri. Un modello dell'aereo fu testato nella galleria del vento del TsAGI, ed il progetto fu trovato soddisfacente. Tuttavia la produzione, che avrebbe dovuto iniziare nel marzo 1929, non fu mai avviata.
Per questo motivo, la denominazione K-7 fu riutilizzata per un altro aereo, in progettazione dal 1928 sempre presso l'OKB Kalinin. Come la precedente versione, anche il “nuovo” K-7 avrebbe dovuto imbarcare i motori BMW. Tuttavia, si decise in seguito di installare dei propulsori di fabbricazione nazionale, che avevano una potenza piuttosto bassa. Questo costrinse Kalinin ad effettuare modifiche di rilievo all'aereo (come l'installazione di un settimo motore). Ulteriori problemi sorsero a causa del notevole peso del velivolo, che ne rendevano difficoltoso il controllo da parte del pilota. Per ovviare a questo, Kalinin propose di utilizzare dei controlli di nuovo tipo, e per svilupparli prese contatto con l'istituto elettrotecnico di Mosca. Tuttavia, il nuovo sistema si risolse in un fallimento, ed i tecnici furono costretti ad installare una serie di superfici di controllo. Queste comportarono una serie di problemi aerodinamici, che vennero risolti con successo da un'équipe di specialisti guidati da Freiman: fu necessario svolgere più di 300 test nella galleria del vento del TsAGI, oltre a test di volo sul banco prova volante Kalinin K-5. Per la struttura interna, il progettista decise di utilizzare dei tubi in cromo-molibdeno. La costruzione di questi tubi fu intrapresa presso le officine metallurgiche di Dnepropetrovsk: si trattò della prima volta che componenti simili venivano prodotte direttamente in Unione Sovietica. Infatti, fino a quel momento, erano stati importati dalla Svezia. Il solo costo dei tubi per un singolo aereo fu calcolato in 100 000 rubli d'oro del 1932.

Il progetto definitivo fu completato nel 1932, e la costruzione del prototipo venne intrapresa nel novembre dello stesso anno presso l'impianto aeronautico di Kharkov. Tuttavia, a causa delle enormi dimensioni dell'aereo, fu necessario costruire un nuovo ambiente per l'assemblaggio delle parti. Il primo esemplare fu completato nove mesi dopo.

### Voli

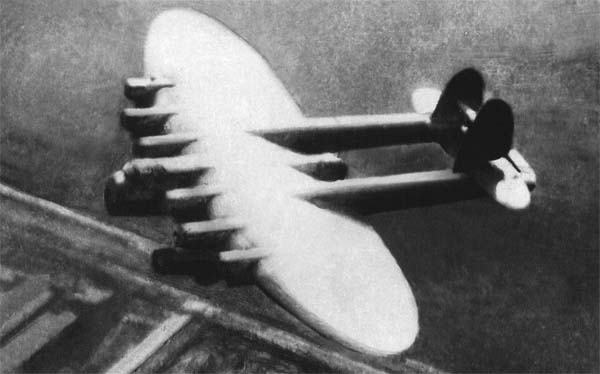
Il K-7 in volo

I rullaggi sulla pista iniziarono nei primi giorni di agosto del 1933, e subito si manifestarono grossi problemi con le vibrazioni. Il primo volo fu effettuato il 19 agosto, con il velivolo che si sollevò di cinque metri abbondanti. Per ridurre le vibrazioni, fu necessario effettuare alcune modifiche, che in pratica comportarono la necessità di ridisegnare la coda dell'aereo.

Il 21 agosto si svolse un nuovo volo: il decollo non presentò problemi, ed il K-7 compì un breve volo circolare intorno all'impianto costruttivo. Le modifiche strutturali avevano eliminato le vibrazioni verticali, ma quelle orizzontali erano ancora presenti. Il comportamento in volo era complessivamente buono.

Il 21 novembre 1933, a causa di un cedimento strutturale di una delle travi di coda, l'aereo precipitò causando la morte di 15 membri dell'equipaggio (su 20 imbarcati in quell'occasione).

Nonostante il disastro, i tecnici responsabili non persero la fiducia nel progetto. Una commissione appositamente nominata per indagare le cause della sciagura stabilì che non vi erano errori di progettazione, e che le vibrazioni distruttive erano state provocate dalle superfici, durante le regolazioni di potenza del settimo motore. L'aereo fu ordinato per la produzione nel 1935 in due esemplari, uno della versione civile, e l'altro di quella militare. Della produzione fu incaricato lo stabilimento aeronautico di Voronež.

Tuttavia, un cambiamento delle strategie dei vertici dell'aviazione impedì di completare lo sviluppo del K-7, ed i due esemplari in costruzione non furono mai ultimati. Kalinin fu arrestato pochi anni dopo durante le purghe staliniane.

## Descrizione tecnica

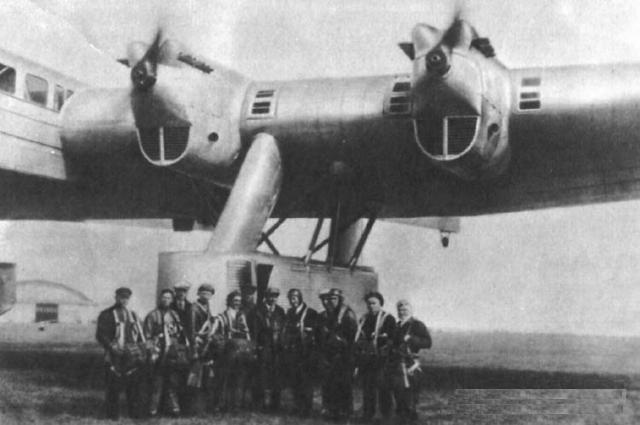
L'equipaggio prima di un volo di collaudo sull'Aeroporto di Charkov, 1933

Il Kalinin K-7 era un aereo di grandi dimensioni, con una lunghezza di 28 metri, un'apertura alare di 53 m ed un peso complessivo al decollo di circa 40 tonnellate. Esteticamente, il velivolo si presentava come una grande ala di forma ellittica con due travi di coda, che erano unite alle estremità da una superficie con doppie derive.

L'ala, di forma ellittica, era di grande spessore: si trattò del primo aereo in cui i meccanici avevano la possibilità di accedere ai motori durante il volo. Inizialmente, era stato previsto l'utilizzo del legno per la struttura, ma in seguito si decise di ricorrere al metallo.
Il longherone centrale era costituito da due tubi paralleli, poiché non vi erano in Unione Sovietica delle strutture tali da rispettare i requisiti previsti per il K-7. Il resto del telaio e l'ala, invece, erano costruiti in normali tubi d'acciaio saldati.
La cabina di pilotaggio era costituita da una carlinga centrale, che fuoriusciva dall'estremità anteriore. All'interno vi era posto per i due piloti, il navigatore, l'addetto alla radio ed il capo meccanico. Altri sette uomini trovavano posto in altre zone dell'aereo, per un totale di dodici elementi. I vari membri dell'equipaggio potevano comunicare tra loro tramite telefoni interni.
I serbatoi di combustibile erano quattordici, sistemati al centro dell'aereo. La propulsione era assicurata da sette motori Mikulin AM-34F, di produzione nazionale. Il progetto originale prevedeva sei motori BMW, ma Kalinin fu costretto ad utilizzare motori sovietici. Tali propulsori, raffreddati a liquido, avevano una potenza complessiva piuttosto bassa. Per questa ragione, fu necessario installare un settimo motore, che fu posizionato sul retro della carlinga, tra le due travi di coda. Si trattava di una soluzione obbligata, che però provocava forti turbolenze.
Il carrello principale era costituito da due unità distinte, ognuna con tre ruote ricoperte da carenature. Il carrello sinistro aveva una porta di ingresso con una scala, che permetteva l'accesso nell'ala.

## Versioni

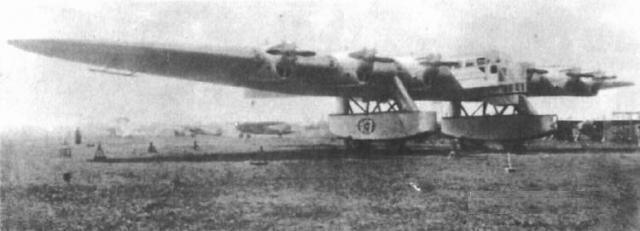
Il Kalinin K-7 all'Aeroporto di Kharkiv

L'aereo è stato progettato per essere utilizzato sia come aereo civile, sia come aereo militare. Le versioni per utilizzo riguardavano un velivolo capace di effettuare voli transcontinentali passeggeri. In dettaglio, furono previsti due allestimenti:
- allestimento con 128 passeggeri, la cui autonomia prevista era di circa 5 000 km;
- allestimento "lusso", con 16 cabine per 64 passeggeri.

In generale, era previsto che l'aereo fosse equipaggiato anche con una sala riunioni, un bar ed una cucina.

Militarmente parlando, ne era previsto l'utilizzo come bombardiere. Il carico bellico variava a seconda delle caratteristiche della missione, ed in particolare della distanza da percorrere. Comunque, era compreso tra i 9.900 ed i 16.600 kg di bombe, il cui alloggiamento era previsto in apposite stive alari. La difesa da altri aerei sarebbe stata garantita da dodici postazioni per mitragliatrici (otto da 7,62 mm) e cannoncini (otto da 20 mm), sistemate in modo tale da non lasciare angoli morti. In particolare, ogni direzione era coperta da almeno tre postazioni di tiro, in modo da aumentare al massimo le capacità di difesa, e quindi di sopravvivenza.

Ulteriori varianti militari che furono studiate riguardarono la possibilità di imbarcare 112 paracadutisti completamente equipaggiati, un carro armato da 8,4 tonnellate o altri carichi paracadutabili.